# Златовратский, Александр Николаевич
Александр Николаевич Златовра́тский, Златоврацкий (15 сентября 1878, Владимир — 19 января 1960, Москва) — русский и позднее советский скульптор, один из основателей Общества русских скульпторов.

## Биография
Родился во Владимире. Отец — писатель-народник Николай Златовратский (1845—1911), мать — Стефания Августиновна, дочь действительного статского советника, известного владимирского врача польского происхождения Августа Игнатьевича Яновского (1812—1890).
В 1900 году поступил в Императорский Санкт-Петербургский университет, занимался рисованием в школе Я. С. Гольдблата и по скульптуре у В. А. Беклемишева.
Учился у Сергея Конёнкова в Москве, с которым впоследствии переписывался о вопросах «грядущего братства народов» во время эмиграции Конёнкова в США.
В 1902—1905 годах учился в высшем художественном училище Санкт-Петербурга, с 1908 года — участник выставок. Работал в Париже в мастерских Майоля, Бернара, Бурделя.
В 1911 году создал надгробие для могилы отца на Ваганьковском кладбище.
Жил в Москве по адресу Малая Бронная улица, д. 15, кв. 68.
После революции 1917 года с первых же дней 1918 года стал работать в Кремлёвской комиссии, совместно с художниками М. С. Пыриным и Ф. И. Захаровым отвечал за сохранность фондов Третьяковской галереи. Составил опись дворца в Архангельском.
В рамках плана монументальной пропаганды Златовратский создал бюст писателя М. Е. Салтыкова-Щедрина. Гипсовый памятник был установлен в первую годовщину Октябрьского переворота — 7 ноября 1918 года — в Москве на Верхне-Таганской площади, но впоследствии убран ввиду непрочности материала и не сохранился.
В 1919 году — создал рельеф на здании Московского почтамта на Мясницкой улице, изображающий опершегося на плечо женщины старика, указывающего рукой на виднеющийся вдали на скале греческий храм. На барельфе приводятся слова Льва Толстого «Искусство есть одно из средств, которые служат объединению людей».
В 1922 году создал памятник-бюст Карлу Марксу в Москве.
В 1926 году был одним из членов-учредителей Общества русских скульпторов (ОРС), постоянный секретарь общества вплоть до его ликвидации в 1932 году. Участники общества попытались реализовать знаковый для той эпохи коллективный творческий проект. Идею ОРС Александр Златоврацкий сформулировал так: «Укрепить за скульптурой ее самостоятельное положение среди других родов изоискусства». Официальным адресом правления ОРС значился Большой Козихинский переулок, дом 8, квартира 3 (мастерская А. Н. Златовратского).
За время своего существования ОРС успело устроить всего четыре выставки, проходивших на разных площадках Москвы: в 1926 (ГИМ), 1927 (Музей Революции), 1929 (ГМИИ) и 1931 (ГМИИ) года, которые частично финансировались Главнаукой Наркомпроса. А. Н. Златовратский принимал участие в каждой из них.
В 1927 году скульптуру Златовратского «Девушка из берёзы» (1925), экспонировавшуюся на первой выставке ОРС, приобретает в своё собрание Третьяковская галерея.
В 1928—1929 годах Александр Златовратский сотрудничает с Дмитровским фарфоровым заводом (Вербилки): создает модель фарфоровой скульптуры «Подавальщица» (книжный упор) и скульптуру «Крестьянин».
Среди работ А. Н. Златовратского: скульптурный бюст женщины-врача А. Г. Архангельской, жившей по соседству с дачей семьи Златовратских, скульптурные портреты М. В. Ломоносова, И. В. Сталина, поэта С. Д. Дрожжина (1940-е годы), отца — писателя-народника Николая Златовратского, а также работы «Сафо» (экспонировалась на второй выставке ОРС), «Физкультура» (экспонировалась на третьей выставке ОРС) и «На паровом молоте — ударная бригада» (экспонировалась на четвёртой выставке ОРС).
Работы Александра Златовратского хранятся в собраниях музеев России: Третьяковской галерее, Владимиро-Суздальском музее-заповеднике, Тверском объединённом музее и других.
Скончался 19 января 1960 года. Похоронен рядом с отцом на Ваганьковском кладбище (21 уч.).

## Семья
Жена — скульптор Марина Давыдовна Рындзюнская (1877—1946).